# Axel Mörne
Axel Alfred Mörne, född 31 maj 1886 i Nagu, död 17 oktober 1935 i Helsingfors, var en finländsk arkitekt.
Efter examen från Tekniska högskolan i Helsingfors 1915 var Mörne först verksam vid Överstyrelsen för allmänna byggnaderna, därefter vid Socialstyrelsen 1918–1923, varefter han bedrev egen arkitektverksamhet i Helsingfors. Han var främst verksam som sjukhusarkitekt och ritade bland annat distriktssinnessjukhusen i Seinäjoki, Tyrvis, Uleåborg, Halikko, Siilinjärvi, S:t Michel, Harjavalta och Ekenäs. Han ritade även många kommunalhem i hela Finland och ett antal villor i Ekenäs.